# Saint-Paul-lès-Romans
Saint-Paul-lès-Romans este o comună în departamentul Drôme din sud-estul Franței. În 2009 avea o populație de 1.727 de locuitori.

## Evoluția populației
| An        | 1975 | 1982  | 1990  | 1999  | 2006  | 2009  |
| --------- | ---- | ----- | ----- | ----- | ----- | ----- |
| Populație | 960  | 1.301 | 1.401 | 1.502 | 1.626 | 1.727 |